# Leonid Koelik
Leonid Aleksejevitsj Koelik (Russisch: Леонид Алексеевич Кулик) (Tartu, 19 augustus 1883 – nabij Spas-Demensk, oblast Smolensk, 24 april 1942) was een mineraloog uit Estland met een grote interesse voor meteorieten.
Hij werd opgeleid aan het Instituut voor Bosbouw in Sint-Petersburg en aan de universiteit van Kazan. Hij diende in het Russische leger tijdens de Russisch-Japanse Oorlog, daarna zat hij enige tijd in de gevangenis voor revolutionaire politieke activiteiten.
Na de Eerste Wereldoorlog werd hij docent mineralogie in Tomsk. In 1920 kreeg hij een baan bij het Mineralogisch Museum in Sint-Petersburg.
In 1927 leidde hij de eerste expeditie naar het gebied van de Toengoeska-explosie, de grootste meteorietinslag uit de geschreven geschiedenis, die plaatsvond in Siberië, op 30 juni 1908.
Tijdens de Tweede Wereldoorlog werd hij als soldaat gevangengenomen en stierf in een Duits krijgsgevangenenkamp als gevolg van tyfus.

## Eerbetoon
- De planetoïde 2794 Kulik is naar hem vernoemd.
- Ook de krater Kulik op de Maan naar hem vernoemd.